# Magnus Felix Ennodius
Magnus Felix Ennodius (473 of 474 - 17 juli 521) was in 514 bisschop van Pavia. Hij was tevens een Latijns retoricus en dichter.
Hij was een van de vier vijfde-zesde-eeuwse Gallo-Romeinse aristocraten, waarvan meerdere brieven bewaard zijn gebleven: de andere drie zijn Sidonius Apollinaris, prefect van Rome in 468 en bisschop van Clermont (gestorven 485), Ruricius, bisschop van Limoges (overleden in 507) en Alcimus Ecdicius Avitus, bisschop van Vienne (overleden 518). Allen vier maakten zij deel uit van het netwerk van aristocratische Gallo-Romeinse families, waaruit in die periode alle  bisschoppen van het katholieke Gallië werden verkozen. Hij wordt als een heilige beschouwd. Zijn feestdag valt op 17 juli.

## Voetnoten
1. ↑  Ralph W. Mathisen, "Epistolography, Literary Circles and Family Ties in Late Roman Gaul" Transactions of the American Philological Association '111 (1981), blz. 95-109.
2. ↑  Gross, Ernie, This Day In Religion. New York:Neal-Schuman Publishers, Inc, 1990. ISBN 1-55570-045-4.

- Bibsys: 95001479
- Biblioteca Nacional de España: XX1615055
- Bibliothèque nationale de France: cb11988094m (data)
- Catàleg d'autoritats de noms i títols de Catalunya: 981058523280306706
- CiNii: DA05166805
- Gemeinsame Normdatei: 118682113
- International Standard Name Identifier: 0000 0001 2280 0509
- Library of Congress Control Number: n86138079
- Nationale Bibliotheek van Letland: 000084771
- Nationale Bibliotheek van Tsjechië: ola2002153992
- Nationale bibliotheek van Australië: 35663232
- Nationale Bibliotheek van Israël: 987007271293505171
- Nederlandse Thesaurus van Auteursnamen: 07022479X
- Réseau des bibliothèques de Suisse occidentale: 02-A012311341
- Istituto Centrale per il Catalogo Unico: CFIV088717
- LIBRIS: 246380
- Système universitaire de documentation: 027947688
- Trove: 1032101
- Virtual International Authority File: 54156687
- WorldCat: E39PCjHFdgMx7xVgB9WY4t3TQC